# Рождествено (Ивановская область)
Рождествено — село в Приволжском районе Ивановской области, административный центр Рождественского сельского поселения.

## География
Расположено в 15 км на юго-восток от райцентра города Приволжск.

## История
В XVII веке по административно-территориальному делению село входило в Костромской уезд в волость Шухомаш. По церковно-административному делению приход относился к Плесской десятине. В 1620 году упоминается церковь "Рождество Христово в селе Рождественском". В 1627-1631 годах "за вдовою Оксиньею Сергеевою женою Мятлева с детьми Иваном большим да Иваном меньшим в поместье по ввозной грамоте 1616 г., за приписью дьяка Федора Шушерина, село Рождественское, что было в поместье за мужем ее да за деверем ее за Левонтьем, а в селе церковь Рожество Пречистые Богородицы да придел Николы чуд., а на церковной земле во дворах: поп Конон Федоров, пономарь Ивашка Григорьев, просвирня Лукерьица Матвеева, дьячек Ондрюшка Кононов". В октябре 1723 года "запечатан указ села Рождественскаго церкви Живоначальныя Троицы да Рождества Христова попу Алексею Аврамову с прихожаны, велено ... в том селе в церкви Живоначальныя Троицы на престольную цку одежду и срачицу и верви сделать вновь и освятить г. Костромы Ипацкаго монастыря архимандриту Серапиону". В 1724 году "в Синодальном Казенном приказе производилось дело о построении на погорелом месте вновь церкви Рождества Христова, да в приделе Николая чуд. по челобитью Плесския десятины церкви Рождества Христова села Рождествена попа Тимофея Федорова". В марте 1729 года "вышеозначенной церкви староста церковной Данила Константинов в Синод. Казен. приказ писал, что "настоящая церковь Рождества Христова и придельная Николая чуд. построены и к освящению изготовлены...". В феврале 1735 года "выдан указ о освящении церкви ... велено в оном селе Рожествене для зимняго времени построенную церковь Пр. Троицы с приделом св. прор. Илии освятить ... на выданных из Синод. Дому освященных антиминсах".
Каменная Рождественская церковь в селе с колокольней построена в 1803 году на средства прихожан и на пожертвования помещика Мятлева. Престолов было три: в холодной в честь Рождества Христова, в теплой — во имя святителя Николая Чудотворца, левый во имя Пророка Илии.
В конце XIX — начале XX века село входило в состав Оделевской волости Нерехтского уезда Костромской губернии, с 1918 года — Иваново-Вознесенской губернии.
С 1929 года село являлось центром Рождественского сельсовета Середского района Ивановской области, с 1946 года — в составе Приволжского района, с 1963 года — в составе Фурмановского района, с 1983 года — вновь в составе Приволжского района, с 2005 года — центр Рождественского сельского поселения.

## Население
| 1872 | 1897 | 1907 | 2002 | 2010 | 2013 |
| ---- | ---- | ---- | ---- | ---- | ---- |
| 118  | ↗124 | ↘107 | ↗350 | ↘334 | ↗342 |

## Инфраструктура
В селе имеются Рождественская основная школа, дом культуры, фельдшерско-акушерский пункт, отделение почтовой связи.

## Достопримечательности
В селе расположена недействующая Церковь Рождества Христова (1803).